# Bulgnéville
Bulgnéville è un comune francese di 1 489 abitanti situato nel dipartimento dei Vosgi nella regione del Grand Est.

## Storia

### Simboli
Lo stemma comunale riprende il blasone dei de Bulgnéville, famiglia di nobili cavalieri, estinta nel XIV secolo.

## Società

### Evoluzione demografica
Abitanti censiti